# Северная Родезия
Се́верная Роде́зия (англ. Northern Rhodesia) — название британского колониального владения в Южной Африке с 1924 по 1953 год. Как единый протекторат возникла в 1911 году, когда управляемые Британской Южно-Африканской компанией колонии Северо-Западная Родезия и Северо-Восточная Родезия были объединены в одну, которой был дан статус протектората компании, несмотря на противоречие ранее заключённым договорам. В 1924 году протекторат был официально передан государству. В 1953 году вошла в состав Федерации Родезии и Ньясаленда, в 1963 вышла из федерации, получив самоуправление. В 1964 году Северной Родезии была предоставлена независимость. С 24 октября 1964 года страна носит название Замбия.

## Управление
После передачи Северной Родезии под управление государства, британским монархом назначался губернатор, представляющий его и выступающий от его имени в качестве главы государства, получая инструкции от британского правительства.
21 января 1964 года при получении протекторатом Великобритании Северная Родезия права самоуправления был введён пост премьер-министра как главы правительства протектората. Единственным премьер-министром был Кеннет Каунда, лидер движения за национальную независимость.